# Universitat d'Aberdeen
La Universitat d'Aberdeen es troba a la ciutat amb el mateix nom, Aberdeen a Escòcia; fundada pel bisbe William Elphinstone sota l'autoritat d'una butlla obtinguda entre el 1494 i el 1495.
Compta amb llicenciatures d'arts i teologia; ciències naturals; medicina clínica; ciències socials; economia; enginyeria, matemàtiques i dret. L'Institut d'Ecologia Terrestre i diversos instituts d'investigació agrícola, estan afiliats amb la universitat.